# Comunicador (Star Trek)
Los comunicadores son dispositivos usados para la comunicación vocal en el universo de ficción de Star Trek. Ellos permiten el contacto entre personas en forma directa o vía el sistema de comunicaciones de una nave.
El comunicador en el universo de Star Trek sobrepasa las capacidades de la tecnología actual para un sistema de telefonía móvil; les permite a los tripulantes de una nave contactarla mientras esta se encuentra en órbita, sin necesitar los servicios de un satélite artificial para retransmitir la señal. Los comunicadores usan transmisiones subespaciales que no siguen las leyes físicas normales; las señales pueden traspasar interferencia electromagnética y permiten una comunicación casi instantánea a extremadamente grandes distancias.
En Viaje a las Estrellas: La Serie Original (TOS), los comunicadores funcionaban como un dispositivo de localización, haciendo que los personajes se vieran sometidos a situaciones extremas cuando no funcionaban correctamente, se perdían, eran robados o quedaban fuera de alcance. (DE lo contrario, el teletransportador habría permitido a los personajes regresar de inmediato a la nave al primer signo de problemas, finalizando la historia en forma prematura.)

## Desarrollo de los Comunicadores

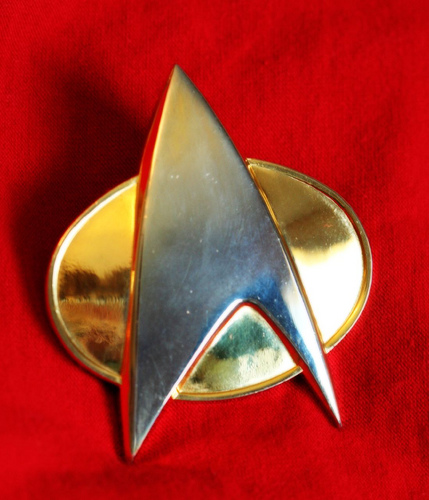
Insignia comunicador de la Flota Estelar usada en La Nueva Generacìón y las primeras temporadas de Abismo Espacial 9.

Durante Star Trek: Enterprise y TOS, la comunicación al interior de las naves es lograda vía paneles de comunicación colocados en escritorios y murallas, y algunas veces a través del uso de 
videófonos. Cuando la tripulación participa en partidas de desembarque, ellos están equipados con comunicadores portátiles que flip open; la sección superior contiene una antena transceptora, y la inferior contiene los controles para el usuario, un parlante y un micrófono. El aparato fue diseñado y construido por Wah Chang, quien también construyó muchas de las otras maquetas usadas en la serie.
Comunicadores de muñeca fueron usados en Star Trek: The Motion Picture, y permanecieron en uso en algunas instalaciones y naves de la Flota Estelar durante la época de La Ira de Khan. Sin embargo, el comunicador manual tradicional regresó en las películas posteriores, aunque la razón para tal cambio nunca fue explicada. Aunque no es una fuente canónica, La Guía a la Enterprise del Señor Scott (Mister Scott's Guide to the Enterprise) ofreció la explicación de que la Flota Estelar discontinuó el uso de los comunicadores de muñeca cuando se descubrió que estos fallaban frecuentemente después de sufrir golpes menores.
En Star Trek: La nueva generación (TNG) y las series posteriores los oficiales y personal enlistado de la Flota Estelar están equipados con pequeñas insignias de comunicación en la parte izquierda de su pecho. Estos dispositivos tienen la misma forma de las insignias de la Flota Estelar y son activados con un ligero toque sobre ellas. También incorporan un traductor universal. La primera versión de la insignia de comunicaciones fue usada durante toda la serie La Nueva Generación (The Next Generation, TNG) y durante las primeras dos temporadas de Espacio Profundo Nueve (Deep Space Nine, DS9). La siguiente versión fue usada en las últimas temporadas de DS9, la serie Viajero (Voyager, VGR), y las películas TNG. El uso de insignias se remonta al menos hasta la época de la Enterprise-C (El Teniente Richard Castillo es mostrado usando una insignia comunicadora en el episodio TNG "Yesterday's Enterprise"). 
De acuerdo a Data en el episodio "La Flecha del Tiempo, Parte Uno " en un juego de póker en 1893, la insignia está fabricada de una composición cristalina de silicio, berilio y carbón 70. Él es interrumpido por uno de los jugadores que la muerde y dice "Oro". Data concuerda que es oro, le ofrecen $3.00 por ella por un caballero de New Orleans y acepta el trato. De acuerdo a muchas calculadoras de inflación sería el equivalente a $70.00 de hoy.
En Espacio Profundo Nueve, los oficiales y personal enlistado Bajoranos también llevan una pequeña insignia comunicadora que funciona en forma similar a sus contrapartes de la Flota Estelar. Pero los Bajoranos llevan sus insignias comunicadoras en lado derecho de su pecho. Se muestra a los Cardasianos llevando sus comunicadores en su muñeca izquierda.
Mientras que paneles de muralla y escritorio están aún presentes, los oficiales y tripulación los consideran como un sistema secundario, confiando principalmente en sus insignias. Pantallas son usadas para comunicaciones visuales. En las naves e instalaciones de la Flota Estelar las comunicaciones se establecen indicando verbalmente a las computadoras que inicien el contacto con la persona que se desea comunicar.

## Relación a la tecnología actual
El Dr. Martin Cooper, inventor del teléfono móvil moderno, acredita al comunicador de TOS como la inspiración para inventar la tecnología. Aunque los primeros "ladrillos" eran mucho más grandes, los modernos teléfonos móviles del tipo Clamshell se parecen extraordinariamente a los comunicadores de la serie original.
En el año 2002 Vocera introdujo un sistema de insignias comunicadoras conectada por una red Wi-Fi 802.11 similares a las insignias de Star Trek. El sistema usa reconocimiento por voz para determinar cuál es el usuario que está llamando tal como funcionan las insignias de la serie.
El 12 de julio de 2010, el CBS publicó una aplicación iPhone creada por Talkndog Mobile llamada Star Trek Communicator. La aplicación replica el diseño y el sonido típico del comunicador.
En el mundo real ningún equivalente de la comunicación subespacial ha sido desarrollada, propuesta o teorizada. Sin embargo, muchos otros aspectos de la tecnología de comunicaciones de la Flota Estelar son comunes en la realidad. Por ejemplo, la funcionalidad de localización es implementada mediante dispositivos GPS, LoJack, RFID y Búsqueda por RadioDirección.